# Scleratoscopia protopeirae
Scleratoscopia protopeirae är en insektsart som först beskrevs av Christiane Amédégnato 1985.  Scleratoscopia protopeirae ingår i släktet Scleratoscopia och familjen Proscopiidae. Inga underarter finns listade i Catalogue of Life.